# ثينج

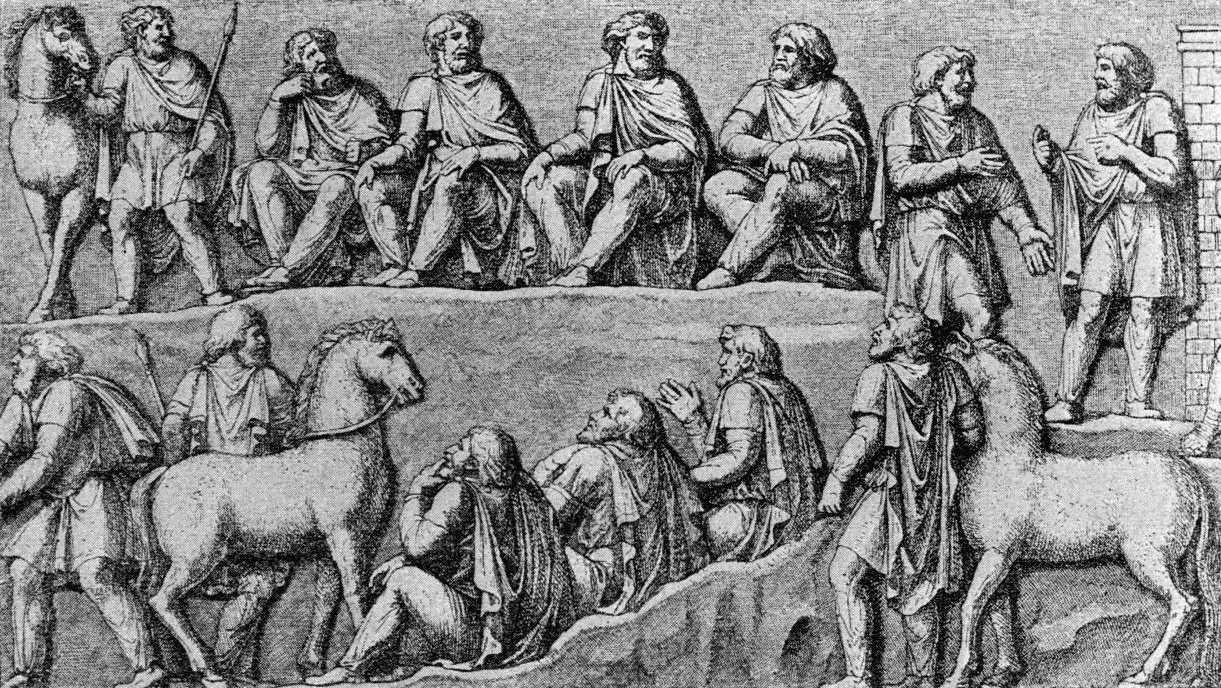

كلمة ثينج (بالإنجليزية: thing)‏ والتي تعني بالعربية شيء. (ثينج باللغة الإسكندنافية القديمة والإنجليزية القديمة، والايسلندية هي (þing), وفي اللغات الإسكندنافية الأكثر حداثة ينطقونها (ting).
هو اسم جمعية أو مجموعة كانت تنظم شؤون القبائل الجرمانيون, وقامت أيضا بادخال بعض تجمعات الناطقون بالكلتية لدائرتها. وتكونت هذه المجموعة من مجتمعات الشعوب الحرة برئاسة lawspeakers en. وكان مكان اجتماعهم يدعى ثينك ستيد (thingstead).